# 愛知県道104号新政成弥富線
愛知県道104号新政成弥富線（あいちけんどう104ごう しんまさなりやとみせん）は、愛知県海部郡飛島村から同県弥富市に至る一般県道である。筏川の北沿いを通る。

## 概要

### 路線データ
- 起点：愛知県海部郡飛島村大字新政成
- 終点：愛知県弥富市

## 沿革
- 1959年（昭和34年）12月15日：認定

## 通過する自治体
- 愛知県
  - 海部郡飛島村
  - 弥富市

## 交差する道路
- 愛知県道103号境政成新田蟹江線
- 国道23号（名四国道）（筏川橋東交差点）
- 愛知県道66号蟹江飛島線（西尾張中央道）（重宝交差点）
- 愛知県道462号大藤永和停車場線（鍋田大橋北）
- 愛知県道106号鳥ヶ地名古屋線
- 愛知県道105号富島津島線（平島交差点）
- 愛知県道108号木曽岬弥富停車場線
- 国道1号

## 沿線
- 筏川
- 海部南部消防本部
- こどもの国
- 弥富市歴史民俗資料館
- 弥富市指定文化財竹長押茶屋

## 別名
- 筏川堤防道路（海部郡飛島村、弥富市）